# Szymon Włodarczyk
Szymon Włodarczyk (Wałbrzych, 2003. január 5. –) lengyel korosztályos válogatott labdarúgó, az osztrák Sturm Graz csatárja.

## Pályafutása

### Klubcsapatokban
Włodarczyk a lengyelországi Wałbrzych városában született. Az ifjúsági pályafutását a görög Árisz és ÓFI, illetve a lengyel SEMP Ursynów csapataiban kezdte, majd 2017-ben a Legia Warszawa akadémiájánál folytatta.
2019-ben mutatkozott be a Legia Warszawa utánpótlás, majd 2020-ban az első osztályban szereplő felnőtt csapatában. Először a 2020. július 15-ei, Lechia Gdańsk ellen 0–0-ás döntetlennel zárult mérkőzés 58. percében, Piotr Pyrdol cseréjeként lépett pályára. Első gólját 2021. december 1-jén, a Motor Lublin ellen 2–1-re megnyert kupa-nyolcaddöntőben szerezte meg.
2022. július 1-jén hároméves szerződést kötött a Górnik Zabrze együttesével. 2022. július 18-án, Cracovia ellen 2–0-ra elvesztett bajnokin debütált. 2022. július 30-án, a Radomiak ellen idegenben 3–0-ás győzelemmel zárult mérkőzésen kétszer is betalált az ellenfél hálójába.
2023. július 7-én az osztrák Sturm Grazhoz írt alá.

### A válogatottban
Włodarczyk az U15-östől az U21-esig szinte minden korosztályos válogatottban képviselte Lengyelországot.

## Családja
Apja, Piotr Włodarczyk, a lengyel válogatott és a Legia Warszawa csatárja is volt.

## Statisztikák
2023. július 30. szerint
| Klub           | Szezon   | Osztály            | Bajnokság | Bajnokság | Kupa és Ligakupa | Kupa és Ligakupa | Nemzetközi | Nemzetközi | Összesen | Összesen |
| Klub           | Szezon   | Osztály            | Meccs     | Gól       | Meccs            | Gól              | Meccs      | Gól        | Meccs    | Gól      |
| -------------- | -------- | ------------------ | --------- | --------- | ---------------- | ---------------- | ---------- | ---------- | -------- | -------- |
| Legia Warszawa | 2019–20  | Ekstraklasa        | 2         | 0         | 0                | 0                | —          | —          | 2        | 0        |
| Legia Warszawa | 2020–21  | Ekstraklasa        | 2         | 0         | 0                | 0                | —          | —          | 2        | 0        |
| Legia Warszawa | 2021–22  | Ekstraklasa        | 7         | 0         | 3                | 1                | 2          | 0          | 12       | 1        |
| Legia Warszawa | Összesen | Összesen           | 11        | 0         | 3                | 1                | 2          | 0          | 16       | 1        |
| Górnik Zabrze  | 2022–23  | Ekstraklasa        | 30        | 9         | 2                | 0                | —          | —          | 32       | 9        |
| Sturm Graz     | 2023–24  | Osztrák Bundesliga | 1         | 1         | 1                | 3                | —          | —          | 2        | 4        |
| Összesen       | Összesen | Összesen           | 42        | 10        | 6                | 4                | 2          | 0          | 50       | 14       |

## Sikerei, díjai
Legia Warszawa
- Ekstraklasa
  - Bajnok (2): 2019–20, 2020–21

- Lengyel Szuperkupa
  - Győztes (1): 2022